# Лодейно
Лоде́йно (рос. Лодейно) — присілок у складі Підосиновського району Кіровської області, Росія. Входить до складу Підосиновського міського поселення.
Населення становить 14 осіб (2010, 51 у 2002).
Національний склад станом на 2002 рік — росіяни 100 %.

## Відомі люди
У присілку народився маршал, двічі Герой Радянського Союзу, Конєв Іван Степанович (1897-1973). Тут йому встановлено бюст.